# 28-ма волонтерська гренадерська дивізія СС «Валлонія»
 28-ма Добровольча Гренадерська Дивізія СС «Валлонія»  — валлонське військове з'єднання, гренадерська бригада у складі військ Ваффен-СС, що брала участь у бойових діях на Східному фронті під час Другої Світової Війни. У 1944 з'єднання було підвищено до статусу дивізії, але його сила ніколи не була вищою за силу бригади.

## Історія
Свою історію дивізія розпочала 1 червня 1943 року, коли з Валлонського легіону була сформована бригада СС «Валлонія». Її солдати брали участь у боях на Східному фронті. Формування дивізії продовжувалось до січня 1945 року, коли вона брала участь у важких оборонних боях на Східному фронті.
Свій перший бій дивізія провела в Померанії та в боях на Одерському плацдармі. Після передислокації до Померанії дивізія підпорядковувалась 24-му танковому корпусу і воювала на правому фланзі 11-ї армії. В середині лютого 1945 року дивізія брала участь у наступах у районі Старгарда. 4 березня війська були зупинені і почався відступ до Одеру. Важкі бої біля Щеціна дуже ослабили дивізію, вона була переведена у резерв групи Вайхзель. Після прориву смуги оборони, дивізія відступила в Шлезвіг-Гольштейн. Леон Дегрель втік до Данії.

## Підпорядкування

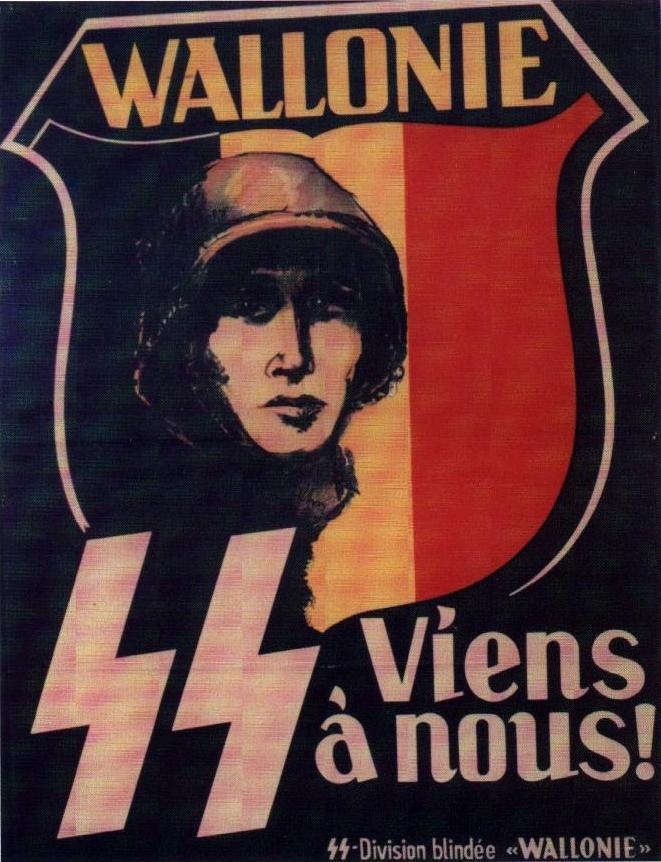
Призивний плакат добровольчого легіону СС «Валлонія»

- жовтень 1944 — січень 1945 — формування в районі південного Ганновера
- січень 1945 — березень 1945 — 24-й танковий корпус, 3-й танковий корпус СС в районі Старгарда)
- квітень 1945 — район Щеціна, відступ в Шлезвіг-Гольштейн)

## Командири дивізії
- Штандартенфюрер СС Леон Дегрелль (18 вересня 1944 — 3 травня 1945)

## Склад дивізії
- 69-й Панцергренадерський Полк СС
- 70-й Панцергренадерський Полк СС
- 28-й Артилерійський Полк СС
- 28-й Протитанковий Батальйон СС
- 28-й Саперний Батальйон СС
- 28-й Батальйон зв'язку СС
- 28-ма Зенітна Рота СС
- 28-й Санітарна Рота СС
- 28-й Резервний Батальйон СС
- 28-й Самохідний Розвідувальний Батальйон СС

## Кавалери Лицарського хреста Залізного хреста (2)
- Леон Гілліс — унтерштурмфюрер СС, командир взводу (30 вересня 1944)
- Жак Леруа — унтерштурмфюрер СС, командир 1-ї роти 69-го добровольчого моторизованого полку СС (20 квітня 1945)